# راي روزاس
راي روزاس (بالإسبانية: Ray Rosas)‏ هو مصارع هاوي مكسيكي، ولد في 14 يونيو 1986.